# 前397年4月21日日食
前397年4月21日日食是一次全食帶起於印度蘇門答臘島西南海面，經過婆羅洲、民答那峨島、菲律賓海、阿拉斯加州南方北太平洋海面，最終結束於加拿大溫哥華島西方的日環食。

## 文獻記錄
中國史書《史記》記載，戰國時期「秦惠公三年，日蝕」，經後人推算，西元前397年4月21日中國時區上午9點3分，曾發生一次日環食，在現今的陜西省西安市一帶可見食分0.36。

## 基本參數
- 類型：環食

- 沙羅周期序號：61
- 日期：前397年4月21日（儒略曆）
- 時間：5時40分33秒 (UTC)
- 地點：北緯29.7°，東經148.8°
- 食分：0.9649
- 太陽高度：67°
- 月球本影路經寬度：136公里
- 全食持續時間：3分29秒